# リツル・ペドロ
『リツル・ペドロ』（Little Pedro）は、ギジェルモ・デ・ラ・トレ（Guillermo de la Torre アメリカでの表記はウィリアム・デ・ラ・トレ William De La Torre 1915年 - 1955年 メキシコ）によるメキシコの4コマ漫画。メキシコでのスペイン語原題はペドリート（Pedrito）と呼ばれる（ペドロPedroの名にスペイン語の指小形イートitoがついて「小さなペドロ」を表す）。
メキシコの国内雑誌で1948年より1955年まで連載された。アメリカの雑誌『ザ・ニューヨーカー』で英語版 Little Pedro が1949年から1953年まで連載された。作者は1955年の前期ごろに39歳で他界した。
日本では『読売新聞』夕刊に、荻原賢次『グンナイ君』の後継連載作品として、1952年1月3日から同年5月30日まで掲載された。題名は英語版からのものである。『リツル・ペドロ』の後には矢崎武子の『ミーコちゃん』が同年6月より連載された。
オリジナルの版組は左から右への横長4コマである。看板などにはスペイン語および英語の表記があるが、基本的にはセリフのない「サイレント漫画」である。このため当時の英語慣れしていない日本でも容易に新聞掲載が可能であった。
その他、オランダのカトリック系新聞『デ・スパールネスタッド』にもクライネ・ペドロKleine Pedroの名で掲載された。こちらの版組はコマが縦に配置されている。